# Кавкаски језици
Кавкаски језици, раније иберијско-кавкаски језици, условни је назив аутохтоних језика Кавказа. Ова заједница укључује језике абхаско-адигејске, картвелске и нахско-дагестанске породице језика. Научници су представили многе хипотезе о међусобном односу три језичке породице или са језицима изван Кавказа, али ниједна од тих хипотеза није општеприхваћена.

## Хипотезе о сродству

### Рана концепција
Путописац Јохан Гилденштет, прикупио је преводе неколико стотина ријечи на језицима Кавказа током своје експедиције по региону од 1770. до 1773, касније је описао ове језике као „дијалекте”, подијељене у четири групе: абхаско-адигејске, дагестанске, картвелијске и нахске. Свака од група, по његовом мишљењу потиче из посебног прајезика. Филолог Јулијус Клапрот је у својим радовима примјетио велике сличности између нахских и дагестанских језика, као и „породичну сличност” ове двије групе са абхаско-адигејским језицима. Оријенталиста Мари Бросе, у својој граматици грузијског језика из 1834, грузијски језик сврстава у индоиранску групу језика. Ову идеју је касније подржао лингвиста Франц Боп.
Филолог Фридрих Макс Милер је 1854. предложио сврставање кавкаских језика у „туранску породицу”, слично уралско-алтајској макропородици коју су касније предложили други научници. Током 1980-их, лингвиста Хуго Шухарт, који је проучавао ергативне конструкције на баскијском и кавкаском језику, сугерисао је да би оне могле бити повезане. Лингвиста Адолф Дир, у свом прегледу кавкаских језика из 1928, подијелио их је у три групе и сугерисао да нема довољно доказа за тврдње о дубљем сродству између ових група.  Лингвиста Петар Услар, први научник укључен у детаљно проучавање језика Кавказа, први је изразио идеју о сродству између њих, у свом писму из 1864, класификујући абхаско-адигејске, картвелске и нахско-дагестанске језике као једну породицу. Међутим, касније је посумњао у ову идеју, сматрајући их тријема одвојеним групама.
Николај Трубецкој, који је радио на Кавказу 1910-их, скрећући пажњу на структуре сличности и изоглосе абхаско-адигејских и нахско-дагестанских језика, представио је хипотезу о њиховом односу, сугеришући да они представљају двије гране заједничке сјевернокавкаске породице.

### Јафетска хипотеза
Лингвиста Никола Мар развио је теорију „јафетских” језика 1910-их, тврдећи да су картвелски језици повезани са семитским и хамитским (афроазијским) језицима, сврставајући их све у исту породицу или макропородицу. Касније је у ову породицу укључио и абхаско-адигејске и нахско-дагестанске језике, тврдећи да они садрже неке „јафетске” црте. У раду из 1920. класификовао је неке изолате јужне Европе као јафетске: етрурски и баскијски, као и наводни пелазгијски супстрат старогрчког. Маров рад је имао озбиљне методолошке недостатке: он је своје закључке заснивао на недоказаним претпоставкама о етимологији ријечи. До средине 1920-их укључио је велики број савремених и древних језика у јафетске језике, а такође је развио хипотезу стадијалности, у којој је припадност јафетској породици била једна од стадијума развоја језика. Неко вријеме су совјетске власти званично подржавале маризам. Политика подршке је прекинута 1950. године.

### Иберијско-кавкаска хипотеза
Упркос подршци маризму, грузијском лингвистичком школом 1940-их година преовладала је идеја о заједничком сродству кавкаских језика. Проучавање веза између кавкаских језика у грузијској традицији покренуо је историчар Иван Џавахишвили, који је 1937. објавио монографију на ову тему. Вјеровао је да су кавкаски језици међусобно повезани, као и са неким изумрлим језицима Блиског истока. Џавахишвили је сугерисао да у картвелским језицима постоје категорије именичке класе, што је, према њему, показало њихову повезаност са абхаско-адигејским и нахско-дагестанским језицима, који такође имају ову категорију. Џавахишвилијеве идеје су подржали и развили други грузијски лингвисти, укључујући Арнолда Чикобава, који је сковао термин „иберијско-кавкаски језици”. Нове етимологије предложили су 1940-их и 1950-их, које су требале да потврде везу између кавкаских језика.
У међувремену, већ 1950—1960-их, многи совјетски научници су изразили сумњу у иберијско-кавкаску хипотезу и њен наставак „хетитско-иберијску” хипотезу, која је комбиновала неке језике Блиског истока и Мале Азије са кавкаским језицима. Научници као што су Георгије Климов, Гиви Мачаваријани и Тамаз Гамкрелиџе, у својим публикацијама од 1950-их до 1980-их, изнијели су досљедну методолошку критику иберијско-кавкаске хипотезе. Претпоставку о постојању категорије именичке класе у пракартвелском језику критиковали су и многи лингвисти.
За научнике у Абхазији и Грузији, иберијско-кавкаска хипотеза имала је политичку конотацију. Чикобавове идеје о дубоком сродству картвелских и сјевернокавкаских народа и језика, које подржавају многи грузијски истраживачи, већина абхаских стручњака није прихватила. Након тога, позиви на хипотезу коришћени су као аргумент у корист задржавања Абхазије у саставу Грузије, због чега је ова теорија добила још негативнију реакцију у Абхазији. Тако је грузијски активиста и политичар Звијад Гамсахурдија износио различите лингвистичке и историјске идеје, у складу са иберијско-кавкаском хипотезом, и у јавним говорима и личној преписци расправљао о древном сродству између кавкаских народа и језика.
Научници тренутно не подржавају иберијско-кавкаску хипотезу. Према лингвисти Џорџу Хјуиту, ниједан савремени научни не сугерише везу између картвелских језика и језика сјеверног Кавказа.

### Сјевернокавкаска хипотеза
Крајем 20. вијека, група руских лингвиста, узимајући Трубецково дјело као полазну тачку, истраживала је могући однос између сјевернокавкаских језика. Лингвисти Сергеј Николајев и Сергеј Старостин објавили су 1994. етимолошки рјечник језика наводне сјевернокавкаске породице. Њихове етимологије нису добиле једнозначну подршку међу кавказиолозима.

### Ностратичка хипотеза
Лингвисти Владислав Илич-Свитич и Арон Долгопољски поставили су хипотезу о постојању „ностратичке” макропородице, која укључује индоевропске, афроазијске, уралско-алтајске, дравидске и картвелске породице. Лингвиста Алан Бомхард је сугерисао постојање картвелско-евро-азијске заједнице (која би укључивала индоевропске, уралске, алтајске и друге породице) у оквиру ностратичке породице. Ностратичка хипотеза није добила подршку истраживача картвелских језика.